# Чіки (телесеріал)
«Чіки» (рос. Чики) — російський комедійно-драматичний вебсеріал, виробництвом якого займається компанія «НМГ Студія» і «Марс Медіа». Серіал став одним з оригінальних проєктів лінійки more originals.
Прем'єра двох перших серій відбулася 4 червня 2020 року на онлайн-сервісі more.tv. Нові серії розміщуються щотижня по четвергах. Остання серія була опублікована 16 липня 2020 року.

## Сюжет
Повії Світлана, Люда і Марина заробляють на життя на одній з трас невеликого південного російського міста. З Москви до них повертається їхня подруга Жанна, яка пропонує їм відкрити власний бізнес і почати нове життя.

## Персонажі

### У головних ролях
| Актор           | Роль   |
| --------------- | ------ |
| Ірина Горбачова | Жанна  |
| Ірина Носова    | Свєта  |
| Варвара Шмикова | Люда   |
| Олена Михайлова | Марина |

### В ролях
| Актор                 | Роль             |
| --------------------- | ---------------- |
| Михайло Трійник       | отець Сергій     |
| Данило Кузнець        | Ромка            |
| Віталій Кіщенко       | Валєра           |
| Вікторія Толстоганова | мама Марини      |
| Стівен Окснер         | Костя            |
| Антон Лапенко         | Юра поліцейський |
| Сергій Гилев          | Данила           |
| Іван Фоминов          | Антон            |
| Микола Денисов        | тато Свєти       |
| Анатолій матеша       | тато Люди        |
| Сергій Барінов        | дідусь Марини    |
| Тетяна Шкрабак        | бабуся Марини    |
| Марина Іванова        | мачуха Люди      |

## Саундтрек
Автором одного з саундтреків став Іван Дорн. Його трек «Чіки» вийшов 4 червня 2020 року на лейблі Masterskaya і доступний в Apple Music. Також в Apple Music з'явився плейлист з музикою всього першого сезону і особисті плейлисти виконавиць головних ролей.
17 червня 2020 року Іван Дорн випустив лірик-відео на пісню «Чіки» з хрестами, соняхами та кукурудзою.
| Виконавець            | Назва композиції                                  |
| --------------------- | ------------------------------------------------- |
| Іван Дорн             | Чікі                                              |
| Sin With Sebastian    | Shut Up and Sleep with Me) [Original Airplay Mix] |
| Nelson Can            | You Are Digging Your Grave                        |
|                       | I Wanna Be with You                               |
| Магамет Дзибов        | Хазбулат                                          |
| Тося Чайкіна          | Сліз                                              |
| Не твоя справа        | Я буду поруч                                      |
| Володимир Кузьмін     | Коли мене ти покличеш                             |
| Місяць                | Аліса                                             |
| Аліса Мон             | Алмаз                                             |
| Ярослав Євдокимов     | Фантазер                                          |
| МакЅим                | Знаєш ти                                          |
| Namosh                | O' Morto                                          |
| Shukar Collective     | The Snake                                         |
|                       | Lautarium                                         |
| Bratia Stereo         | Ding Dong                                         |
|                       | Or Devil God                                      |
| «Комісар»             | Ти підеш                                          |
| «Віднесені вітром»    | Какао                                             |
|                       | Полтергейст                                       |
| Right Said Fred       | I'm Too Sexy                                      |
| «Надра»               | Чуєш                                              |
| NAT feat. Samplekilla | Усміхнися                                         |
| Асса                  | Йду за тобою                                      |
| Петлюра               | Альоша                                            |
| Pompeya               | Cheenese                                          |
| Sirotkin              | Назавжди                                          |
| Максим Фадєєв         | Біжи по небу                                      |
| Валерій Залкін        | Самотня гілка бузку                               |
| Сабріна               | Вона                                              |

## Рейтинги
Серіал показав найбільш успішний старт в історії онлайн-кінотеатру more.tv. За три тижні перші чотири серії серіалу зібрали 3,5 мільйона переглядів. Проєкт також очолив топ найпопулярніших проектів за запитами на «Кинопоиск» і незалежний рейтинг порталу Filmpro з популярності серіалів в Інтернеті.

## Виробництво
Зйомки пілотної серії проекту пройшли в серпні 2018 року.
Перший сезон знімався з липня за жовтень 2019 року в Кабардино-Балкарії.
4 вересня 2019 року в місті Прохолодний знімальну групу серіалу обстріляв з мисливської рушниці «Сайга» місцевий житель, який перебував у стані алкогольного сп'яніння. Він вистрілив 15 разів з третього поверху багатоповерхівки по вулиці Свободи, 82, пошкодивши один із знімальних автомобілів. Перед цим чоловік викрикував образи, а також скинув на акторів кавун. Ніхто не постраждав, зловмисника затримала поліція.
Фотографії знімального процесу серіалу робив фотограф Дмитро Марков, що знімає у своїй особливій стилістиці тільки на iPhone.